# Westmoreland, New Hampshire
Westmoreland är en kommun (town) i Cheshire County i delstaten New Hampshire i USA med 1 706 invånare (2020). 